# Ironodes arctus
Ironodes arctus är en dagsländeart som beskrevs av Jay R. Traver 1935. Ironodes arctus ingår i släktet Ironodes och familjen forsdagsländor. Inga underarter finns listade i Catalogue of Life.